# Hugo Freund

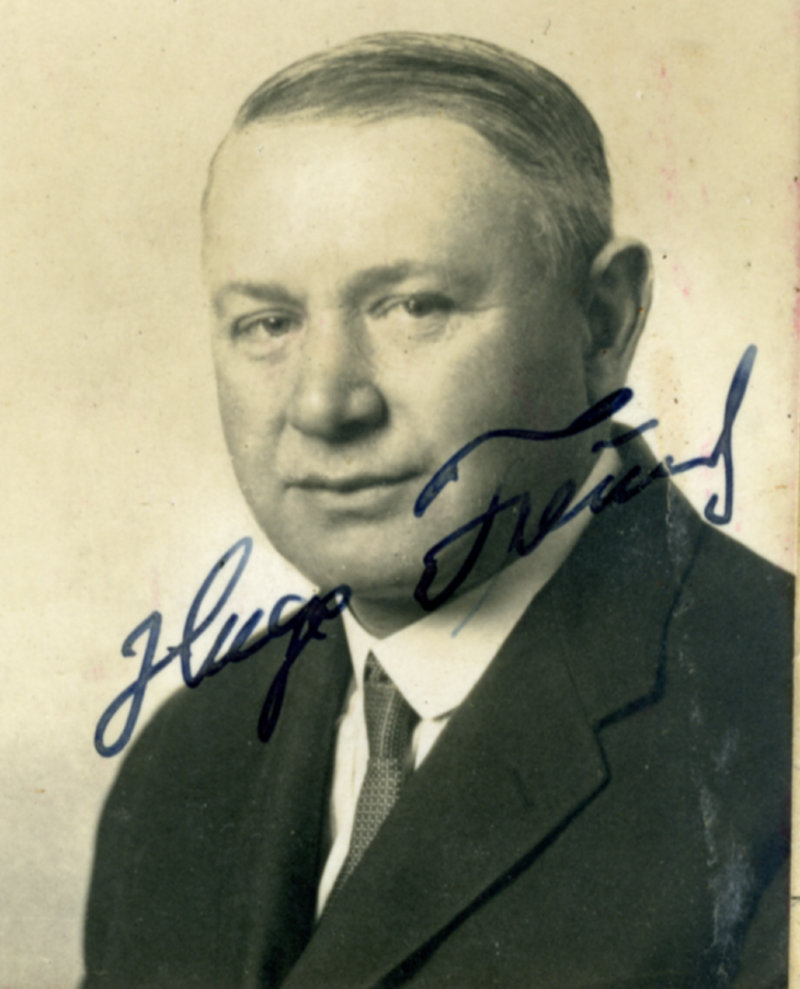
Hugo Freund

Hugo Freund (geboren 2. Januar 1879 in Prag, Österreich-Ungarn; gestorben 25. Mai 1942 in Lublin, Generalgouvernement) war ein österreichisch-tschechoslowakischer Unternehmer und Gründer von „Hugo Freund & Co“. Er war einer der Ersten, die die britischen Gemmologiedienste in Anspruch nahmen.

## Leben und Wirken
Hugo Freund gründete 1908 in Prag am Ovocný trh 15 das Schmuckunternehmen „Hugo Freund & Co“. Mit der Einführung des Taschenuhrenverkaufs erweiterte er 1920 das Werk.
Der jüdischstämmige Hugo Freund wurde 1942 von den deutschen Nationalsozialisten verhaftet und ins Ghetto Theresienstadt deportiert. Bald darauf wurde er in das Konzentrationslager Majdanek in Lublin deportiert. Freund verstarb kurz nach seiner Ankunft im Lager.